# Achmied Malsagow
Achmied Tatarchanowicz Malsagow (ros. Ахмед Татарханович Мальсагов, ur. 1912 we wsi Ałtijewo k. Nazrania, zm. 14 stycznia 1942 w rejonie kremińskim) – radziecki pilot wojskowy, starszy porucznik lotnictwa, uhonorowany pośmiertnie tytułem Bohatera Federacji Rosyjskiej (1995).

## Życiorys
Był Inguszem. Od 15 sierpnia 1934 służył w Armii Czerwonej, w 1937 ukończył stalingradzką szkołę wojskowo-lotniczą, od 1939 należał do WKP(b). 
Po ataku Niemiec na ZSRR walczył w składzie 5 pułku lotnictwa bombowego Sił Powietrznych Odeskiego Okręgu Wojskowego w okolicach Akermanu (obecnie Białogród nad Dniestrem), później na Froncie Południowym. W czerwcu 1941 wykonał wiele lotów w celu bombardowania wojskowej bazy morskiej w Konstancy (Rumunia), później brał udział w walkach obronnych na północnym wybrzeżu Morza Czarnego. Do 20 września 1941 wykonał 52 loty bojowe z nalotem 65 godzin. Od grudnia 1941 do stycznia 1942 jako dowódca klucza 5 pułku lotnictwa bombowego 21 Mieszanej Dywizji Lotniczej Sił Powietrznych Frontu Południowego wykonał 20 lotów bojowych, zadając wrogowi duże straty, m.in. niszcząc 5 dział przeciwlotniczych, 10 czołgów i 27 samochodów i likwidując ponad stu wrogów. Był odznaczony Orderem Czerwonego Sztandaru (7 stycznia 1942). Dowództwo dwukrotnie przedstawiało go do odznaczenia tytułem Bohatera Związku Radzieckiego, jednak nie otrzymał tego tytułu. Zginął podczas lotu bojowego 14 stycznia 1942 (w wielu publikacjach pojawia się błędna data śmierci 24 stycznia 1942). Decyzją prezydenta Rosji Borysa Jelcyna z 6 lipca 1995 pośmiertnie otrzymał tytuł Bohatera Federacji Rosyjskiej.